# Andrus Peat
Pour les articles homonymes, voir Peat.
(en) Statistiques sur pro-football-reference
Andrus Jamerson Peat, né le 4 novembre 1993 à Chandler en Arizona, est un sportif professionnel américain de football américain évoluant au poste d'offensive guard dans la National Football League (NFL) depuis la saison 2015 pour les Saints de La Nouvelle-Orléans.
Au niveau universitaire, il a joué pour le Cardinal de l'université Stanford dans la NCAA Division I FBS et sa Pacific-12 Conference avant d'être sélectionné en 13e choix global lors du premier tour de la draft 2015 de la NFL.
Avec le Cardinal, il se voit décerner le Morris Trophy (en) 2014 et est sélectionné dans la première équipe de la Pac-12 en 2014 et dans sa deuxième équipe en 2013.
Avec les Saints, il est sélectionné trois années consécutives au Pro Bowl (2018–2020).